# Велика Румунія (партія)

Передбачувана Велика Румунія

Партія «Велика Румунія» (рум. Partidul România Mare — PRM) — націоналістична політична партія в Румунії. Виступає з антиугорськими, антициганськими і антисемітськими гаслами, а також ратує за створення Великої Румунії в межах до 1940 року.

## Історія
Заснована у 1991 році письменниками Еудженом Барбу та Корнелієм Вадимом Тудором. Партія стала головним провідником концепції Велика Румунія, котра включала, в тому числі, території Молдови та частини Одеської і Чернівецької областей України. Мала представників у Європарламенті. На виборах 2000 року партія здобула друге місце, у 2004 році стала також другою за чисельністю у румунському парламенті, займаючи близько 30 % депутатських місць. Поступово втрачала рейтинг і на виборах 2008 року вперше за багато років не змогла пройти до парламенту Румунії. Не змогла подолати 5 % бар'єр і на парламентських виборах 2012 року.
Одним із фундаторів та багаторічним головою партії був Корнелій Вадим Тудор, який заявляв, що Україна самовільно володіє румунськими землями, звинувачуючи владу Румунії у державній зраді через ратифікацію договору з Україною. Предметом територіальних претензій до України були терени Північної Буковини, Південної Бессарабії, Герцаївського краю та острова Зміїний. До десятиліття підписання договору про добросусідство між Румунією та Україною (22 жовтня 2007 року) партія розпочала серію дій для закріплення у суспільстві ідей денонсації цього договору та заміни його документом, що врахував би односторонні інтереси Румунії. У 2006 році, через партійну газету «Триколор», лідери партії звинувачували Україну у переслідуваннях румунів, закритті румунських шкіл, мілітаризації острову Зміїний тощо.